# Kutb al-Din Shah Mahmud
Kutb al-Din Shah Mahmud ibn Mubariz al-Din Muhammad (+ 13 de març de 1375), fou un príncep muzaffàrida, que el 1358 va enderrocar al seu pare aliat a un germà i un cosí, que es van repartir el poder, per seguidament disputar-se el patrimoni entre ells.
Shah Mahmud i el seu germà Shah Shuja van participar en la campanya del seu pare Mubariz al-Din Muhammad a l'Azerbaidjan (1358) on van tenir un comportament poc apropiat; el seu pare els va cridar l'atenció. Els dos germans van tèmer ser desheretats en favor del seu nebot Shah Yahya ibn Muzaffar, fill del seu comú germà Shah Muzaffar, que havia mort el 1353. Per això van fer aliança amb el seu cosí Shah Sultan, un altre net de Mubariz al-Din Muhammad ibn Ghiyath al-Din, van enderrocar al pare al que van empresonar a Esfahan (on va morir uns anys després, a finals de 1363 o principis de 1364). Es van repartir els dominis de la següent manera: Shah Shuja (que des de 1353 ja governava Kirman) va rebre el govern del Fars i la preeminencia sobre els altres prínceps; Shah Mahmud va rebre els governs d'Esfahan i Abarkuh; i a Shah Yahya se li va permetre conservar el govern de Yedz. Shah Sultan va obtenir Kirman que li va cedir Shah Shuja al rebre el Fars.
Des del 1359 Shah Mahmud comptava amb el suport dels jalayírides. El 1363 Shah Mahmud d'Esfahan es va enfrontar al seu germà Shah Shuja, i es va aliar a Shah Yahya de Yedz. Aliat als jalayarídes va rebutjar una campanya de Shah Shudja que pretenia fer valer la seva preeminencia i va intentar atacar Esfahan; Shah Mahmud va entrar a Siraz ocupant la direcció suprema de la dinastia (1364). Shah Mahmud va reconèixer als jalayírides en nom dels quals va encunyar moneda (1364-1365). Shah Shudja es va apoderar llavors del Kirman en perjudici del seu parent Sultan Ahmed i l'estiu de 1366 va reconquerir Shiraz, cridat per diversos notables locals) i Shah Mahmud va haver de retornar a Esfahan. Degut a l'amenaça de Shah Shudja de marxar sobre Esfahan, Shah Mahmud finalment va reconèixer la supremacia del seu germà. El 1368/1369 Shah Shudja va rebre també un diploma del califa abbàssida del Caire. Shah Mahmud va concertar en aquest mateix temps el seu matrimoni amb una filla del jalayírida Uways ibn Hasan (Uways I) que li va garantir suport contra Shah Shuja.
El 1374 Sultan Uways es va revoltar contra el seu pare Shah Shudja i Shah Mahmud li va donar suport. Per un moment Sultan Uways va dominar Shiraz però mort Shah Mahmud el 13 de març de 1375 (uns mesos després de la mort del jalayírida Shaykh Uways, que no s'ha de confondre amb el príncep Sultan Uways), Shah Shudja la va recuperar sense lluita.